# 창원 성주사 석조관음보살입상
창원 성주사 석조관음보살입상(昌原 聖住寺 石造觀音菩薩立像)은 대한민국 경상남도 창원시 성산구, 성주사에 있는 고려시대의 불상이다.
1997년 12월 31일 경상남도의 유형문화재 제335호 성주사 관음보살입상으로 지정되었다가, 2018년 12월 20일 현재의 명칭으로 변경되었다.

## 개요
경상남도 창원시 천선동 성주사 용화전 안에 모셔져 있는 전체 높이 148cm의 보살상으로, 불신과 광배(光背), 대좌(臺座)를 화강암으로 만들었다. 관음보살은 이름을 외우기만 해도 중생의 어려운 일을 구제해 준다고 해서 가장 널리 믿어지고 있다.
민머리 위에 화려하게 장식한 관(冠)을 쓰고 있으며, 얼굴은 원만하고 목에는 목걸이가 새겨져 있다. 둥근 어깨와 굵은 곡선으로 새긴 U자형의 옷주름은 부드러운 느낌을 주고 있으나 상체에 비해 하체가 짧아 균형감을 상실하였다.
전체적인 조각기법으로 보아 고려시대에 만든 것으로 보인다.

## 현지 안내문
관음보살은 부처의 자비심을 상징하는 대표적인 보살로, 모든 중생의 소망에 따라 여러 가지 모습으로 나타나 중생을 구제하여 준다고 한다. 그렇기 때문에 관음보살은 대승불교의 경전에 나타나지 않는 곳이 없을 정도로 널리 숭배되었다.
화강암을 가공하여 만든 이 보살상은 광배를 뒤에 두르고 연꽃무늬 대좌 위에 서 있다. 보살상은 민머리에, 얼굴이 둥글고 부드러운 표정을 짓고 있다. 손 모양은 부처님의 법문을 강의하는 모습을 형상화한 것으로 오른손은 가슴 쪽으로 들어 올려 검지와 엄지를 맞대고 있고, 왼손은 가볍게 펴서 배쪽으로 글어당기고 있다. 어깨는 둥글게 처리하였으며 양쪽 박은 밖으로 벌려 연꽃무늬가 장식된 발판을 딛고 서 있다. 양쪽 어깨에 모두 펼쳐진 옷자락에는 굵은 주름이 U자형을 띠면서 발까지 흘러내리고 있다. 상체에 비해 하체가 짧고 표현이 간략하며, 입체감이 결여된 점 등으로 미루어 볼 때, 고려 시대에 제작된 불상으로 추정된다.

## 참고 자료
- 창원 성주사 석조관음보살입상 - 국가유산청 국가유산포털